# KWV Holdings

Logo

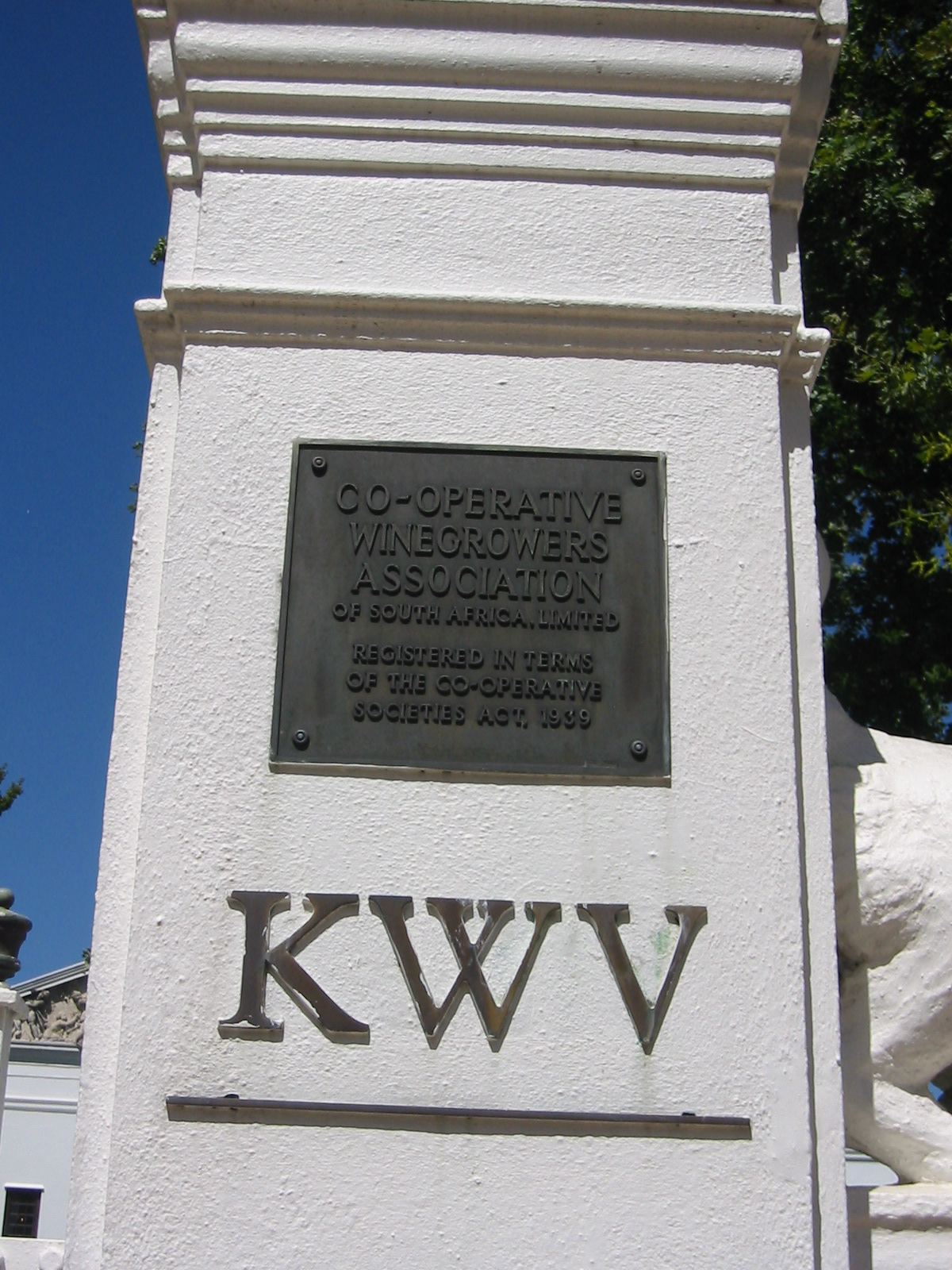
Eingangstor der KWV-Zentrale

KWV Holdings (ehemals Afrikaans: Ko-operatiewe Wijnbouwers Vereniging van Zuid-Afrika Bpkt, sinngemäß: Winzergenossenschaft von Südafrika) ist eine Unternehmensgruppe zur Erzeugung und Vermarktung von Marken-Wein und Marken-Spirituosen, vor allem Weinbrand (Brandy). Sie hat ihren Hauptsitz in Paarl in der Provinz Westkap.

## Geschichte
Die KWV wurde 1918 auf Initiative von Charles Kohler gegründet, um die Marketingbemühungen zu bündeln, die Produktion zu reglementieren und somit den Weinbauern zu einem gesicherten Einkommen zu verhelfen. Rasch schlossen sich fast alle Winzer am Kap an, wodurch die größte Winzergenossenschaft der Welt entstand. Mindestpreise und Erntemengen wurden gesetzlich verankert. Um die Überproduktion zu regulieren, wurden die Überschüsse zur Brandyherstellung eingesetzt. 
1997 wurde die Genossenschaft in eine Unternehmensgruppe umgewandelt und die Winzer wurden Anteilseigner. Die KWV reguliert und kontrolliert jedoch nach wie vor große Teile des südafrikanischen Weinmarktes. Bis heute ist sie der größte Branntweinerzeuger des Landes. Die Branntweinbrennerei und Kellerei von KWV in Worcester ist eine der größten der Welt. Ihre Besichtigung wird auch für touristische Programme genutzt. Das KWV-Weinanbaugebiet erstreckt sich um Stellenbosch.
Zwischen 2007 und 2009 wurde die Struktur der Gruppe vereinfacht, der Vertrieb umgebaut und alle unrentablen Tochtergesellschaften veräußert. Der deutsche Vertriebspartner Eggers & Franke fusionierte mit A. Racke GmbH & Co. KG, wodurch der größte deutsche Likörvertrieb entstand, der inzwischen wieder verkauft wurde. 2009 wurde die Beteiligung an der südafrikanischen Distell-Gruppe verkauft. Die KWV-Gruppe erzielte im Geschäftsjahr 2010 (endete 30. Juni 2010) einen Umsatz von knapp 729 Millionen Rand.

## Struktur der KWV-Gruppe

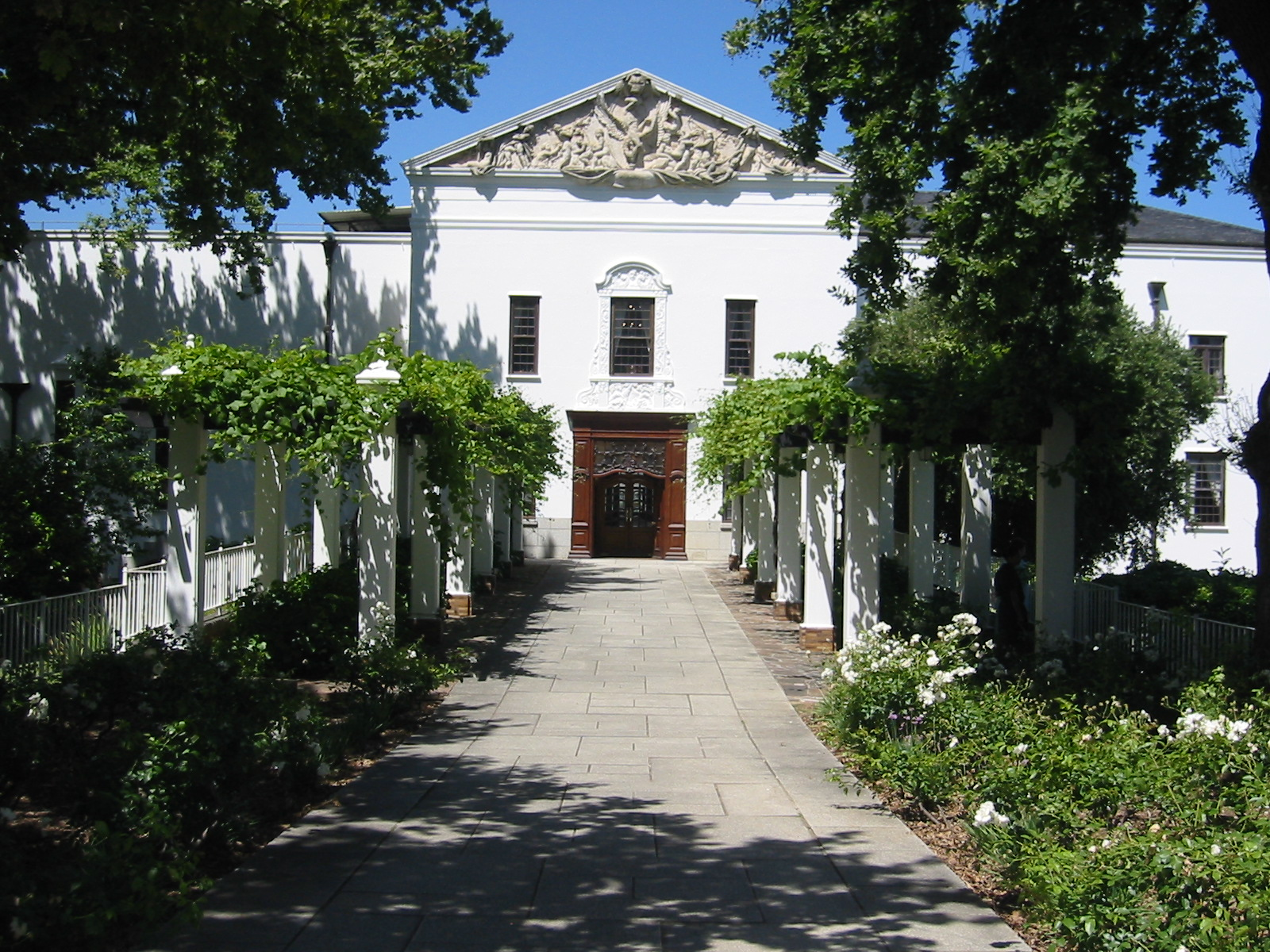
Eines der KWV-Gebäude am Hauptsitz Paarl

Die Gruppe wird von der KWV Holdings Limited geführt. Diese besitzt drei 100 %-Töchter: KWV International (Pty) Ltd, KWV South Africa (Pty) Ltd und KWV Intellectual Property (Pty) Ltd. KWV South Africa hält 50 % an der Rebzüchtungsgesellschaft Vititec (Pty) Ltd und 28 % an der Abfüllerei Paarl Valley Bottling Company (Pty) Ltd.

## Anteilhalter
(Stand 30. Juni 2010)
- 25,1 %: gemäß Broad-Based Black Economic Empowerment Act (B-BBEE), ein Gesetz der südafrikanischen Regierung zur Förderung und verstärktem Einbezug der nichteuropäischstämmigen Bevölkerungsanteile in Unternehmen, davon 
  - 6,8 %: KWV Employee Empowerment Trust (Beschäftigtentreuhand)
  - 18,3 %: Withmore 1 Investments (Pty) Ltd (ehemals Phetogo-Konsortium)
- 35,1 %: Zeder Investments Limited, eine Beteiligung der südafrikanischen Investmentgruppe PSG Group
- 0,7 %: eigene Anteile über KWV SA (Pty) Ltd
- 2,5 %: Management
- 36,6 %: andere

Im Oktober 2010 wurden Verhandlungen zur Übernahme von KWV durch den südafrikanischen Lebensmittel- und Getränkekonzern Pioneer Foods bekannt. Da einige KWV-Anteilhalter mit dem gebotenen Preis nicht zufrieden waren, zog Pioneer Foods die Offerte Anfang Februar 2011 zurück.